# Spatz (auto)
Spatz was een Duits automerk.
In 1956 richtte Harald Friedrich samen met motorfabrikant Victoria een bedrijf op dat ze BAW (Bayerische Automobil Werke) noemden. Het doel van BAW was een auto te bouwen die nog goedkoper was dan een Volkswagen. Dit werd de Spatz, naar ontwerp van Egon Brütsch